# Camillina cauca
Camillina cauca Platnick & Shadab, 1982 è un ragno appartenente alla famiglia Gnaphosidae.

## Etimologia
Il nome proprio deriva dalla località colombiana di Valle del Cauca

## Caratteristiche
L'olotipo maschile rinvenuto ha lunghezza totale è di 3,97mm; la lunghezza del cefalotorace è di 1,73mm e la larghezza è di 1,33mm

## Distribuzione
La specie è stata reperita nella Colombia centroccidentale: nei pressi di Palmira, nel dipartimento di Valle del Cauca

## Tassonomia
Al 2015 non sono note sottospecie e dal 1982 non sono stati esaminati nuovi esemplari